# Pier Jacopo Martello

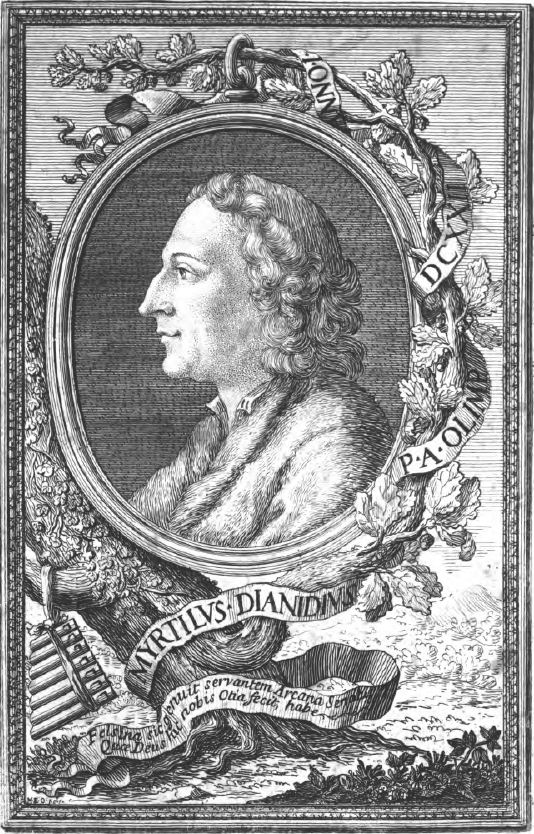
Pier Jacopo Martello.

Pier (eller Pietro) Jacopo Martello (eller Martelli), född den 28 april 1665 i Bologna, död där den 10 maj 1727, var en italiensk författare. 
Martello gjorde sig känd framför allt inom dramatiken, där han var den förste italienare som försökte skapa ett fransk-klassiskt drama i Corneilles och Racines anda. Sina ämnen hämtade han liksom sina franska förebilder från Grekland (Alceste, Ifigenia in Tauride), från Rom (Quinto Fabio, Cicero, Proculo) och från Orienten (Perselide). 
Martello hade en ganska medelmåttig dramatisk begåvning och har blivit känd mest genom det av honom i tragedin använda versmåttet, den redan av Ciullo d'Alcamo brukade förlängda fjortonstaviga alexandrinen, som efter Martello fick namnet versi martelliani. Martello var även en produktiv författare av episka dikter, satirer med mera.